# 三口站
三口站（日语：／ Mitsukuchi eki */?）是位於石川縣金澤市三口町，北陸鐵道的淺野川線車站。車站編號為A06。
北陸鐵道曾在已廢線的能美線內也有一個讀音和本站完全相同的三口站，成為了當時私鐵中唯一擁有兩個同讀音的車站，不過寫法卻有差別。能美線的三口站，其漢字標示是包涵了數詞的字尾並片假名化，而本站的漢字站名則去掉了。

## 車站構造
車站是一座地面車站，設有1面1線單式月台。

## 歷史
- 1925年5月10日：車站啟用。

## 使用狀況
以下為1日平均上下車人次列表 ：
| 上下車人次變化 | 上下車人次變化 |
| 年度           | 1日平均人次    |
| -------------- | -------------- |
| 2011年         | 58             |
| 2012年         | 71             |
| 2013年         | 77             |
| 2014年         | 81             |
| 2015年         | 87             |
| 2016年         | 88             |
| 2017年         | 92             |
| 2018年         | 124            |
| 2019年         | 121            |

## 車站周邊
- 淺野川（日语：浅野川）

## 相鄰車站
北陸鐵道
■淺野川線
割出（A05）－三口（A06）－三屋（A07）

## 注腳
1. ↑  国土数値情報(駅別乗降客数データ)2011-2015年  （页面存档备份，存于）（日語） - 國土交通省
2. ↑  国土数値情報(駅別乗降客数データ) （日語） - 統計情報研究，2020年8月28日參閲

## 外部連結
- 北陸鐵道三口站 （页面存档备份，存于）